# Nesowithius seychellesensis
Nesowithius seychellesensis es una especie de arácnido del orden Pseudoscorpionida de la familia Withiidae.

## Distribución geográfica
Se encuentra en el sur de África y en las islas Seychelles.